# Mini Israël

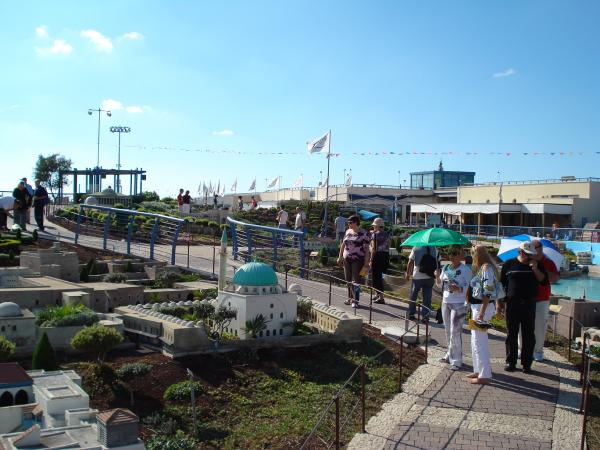

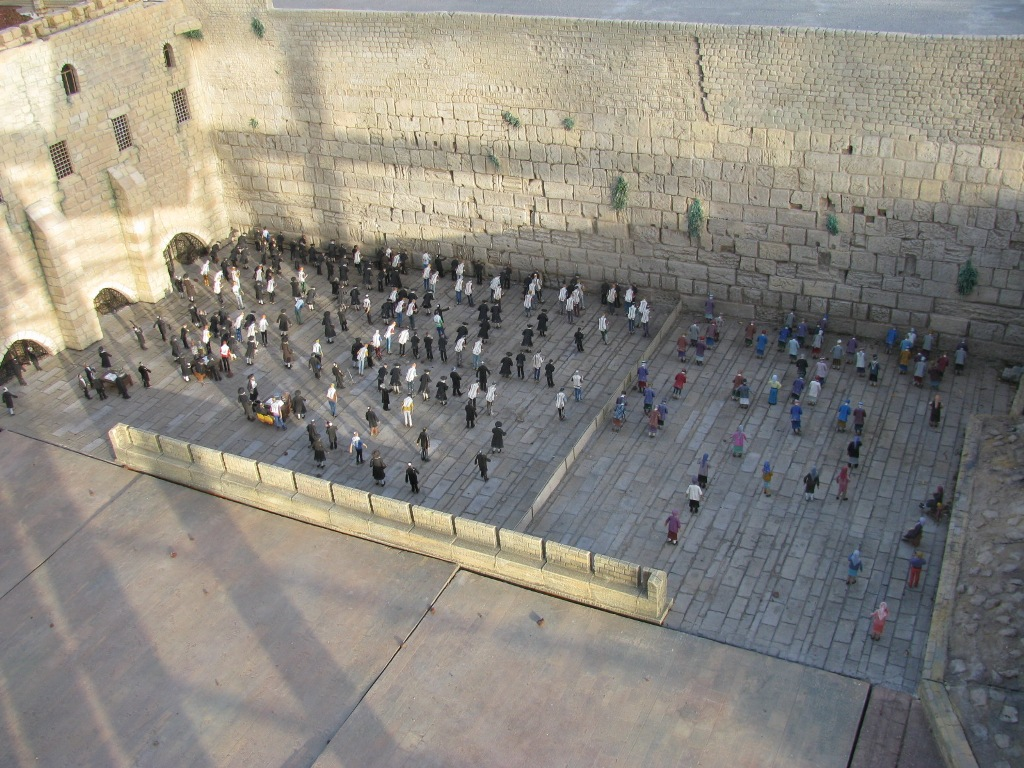

Mini Israël (en hébreu: מיני ישראל) est un parc de miniatures situé à proximité de Latroun, Israël dans la vallée d'Ayalon. Ouvert en novembre 2002, le site contient des répliques miniatures de centaines de bâtiments et sites en Israël. L'attraction touristique se compose d'environ 350 maquettes miniatures, dont la plupart sont sur une échelle de 1:25.